# Uhiya
Uhiya (nep. उइया) – gaun wikas samiti w zachodniej części Nepalu w strefie Gandaki w dystrykcie Gorkha. Według nepalskiego spisu powszechnego z 2001 roku liczył on 885 gospodarstw domowych i 4462 mieszkańców (2412 kobiet i 2050 mężczyzn).